# Ingrid Kavelaars
Ingrid Kavelaars (* 20. März 1971 in London, Ontario) ist eine kanadische Filmschauspielerin.

## Leben
Ingrid Kavelaars Eltern sind gebürtige Niederländer. Sie zog im Alter von 18 Jahren nach New York City, wo sie an der American Musical and Dramatic Academy studierte. Ab Anfang der 1990er Jahre hatte sie diverse Nebenrollen in Fernsehserien-Episoden. 2000 wurde sie als „Dr. Laura Keating“ in der Science-Fiction-Serie Code Name: Eternity in Kanada bekannt. Ab 2002 spielte sie in Jeremiah – Krieger des Donners. Ab 2006 war sie als „Jen McCaye“ in Die Geheimnisse von Whistler zu sehen und ab 2011 als „Harriet Traymore“ in XIII – Die Verschwörung.

## Persönliches
Ingrid Kavelaars ist mit dem kanadischen Eishockeyspieler und -trainer Dallas Eakins verheiratet und hat mit ihm zwei Töchter. Die Fechterin Monique Kavelaars ist ihre Zwillingsschwester.

## Filmografie (Auswahl)
- 2000: Code Name: Eternity (Fernsehserie, 26 Folgen)
- 2002–2004: Jeremiah – Krieger des Donners (Jeremiah, Fernsehserie, 19 Folgen)
- 2003: The Bed (Kurzfilm)
- 2003: Dreamcatcher
- 2003–2004: Stargate – Kommando SG-1 (Stargate SG-1, Fernsehserie, 3 Folgen)
- 2004: White Coats – Die Chaos-Doktoren (Intern Academy)
- 2006–2007: Die Geheimnisse von Whistler (Whistler, Fernsehserie, 26 Folgen)
- 2007: ReGenesis (Fernsehserie, 3 Folgen)
- 2010–2012: Living in Your Car (Fernsehserie, 21 Folgen)
- 2011–2012: XIII – Die Verschwörung (XIII: The Series, Fernsehserie, 19 Folgen)
- 2013: The Listener – Hellhörig (The Listener, Fernsehserie, 3 Folgen)
- 2014: Mr. Miracle
- 2016: Incorporated (Fernsehserie, 2 Folgen)